# Адалберо III фон Люксембург
Адалберо III фон Люксембург (на немски: Adalbero III von Luxemburg, на френски: Adalbéron III de Metz; * пр. 1010, † 13 ноември 1072) от фамилията Вигерихиди-Люксембурги, е през 1047 – 1072 г. епископ на Мец.

## Живот
Той е третият син на граф Фридрих от Мозелгау († 1065) и на Ирмтруда фон Ветерау († сл. 1015) от фамилията на Конрадините, дъщеря на граф Хериберт фон Ветерау
Адалберо III става епископ на Мец през 1047 г. след смъртта на чичо му Дитрих II († 30 април 1046). Той е учител на епископ Бруно от Тул, който става папа като Лъв IX.
Адалберо III присъства на събора във Вормс на Хайнрих III, на който се избира Лъв IX, и през 1050 г. на събора в Рим, на който канонизират епископ Герхард от Тул († 23 април 994).
Император Хайнрих IV му дава през 1065 г. Графство Саарбрюкен.